# Ad ovest del Montana
Ad ovest del Montana (Mail Order Bride) è un film del 1964 diretto da Burt Kennedy.

## Trama
Will Lane, sceriffo in pensione, torna nel Montana per volontà testamentaria di un suo amico. Il compito è di gestire la proprietà dell'amico scomparso, un bel ranch con bestiame, fin quando non ritenga il figlio di questi pronto a farlo autonomamente. John non è un ragazzino ma è privo di buon senso, dedito all'alcol, al gioco d'azzardo e alle prostitute. Ovviamente il ragazzo accetta mal volentieri la presenza in casa sua del vecchio amico del padre, e non ha nessuna intenzione di ascoltarne i consigli perseverando nel suo stile di vita dissoluto.
Lane ha allora l'idea di procurare una moglie al ragazzo e va a Kansas City per incontrare delle ragazze che avevano messo un annuncio su una rivista. Quando la ricerca sembra essere andata a vuoto, Will rimane colpito da Hanna, la proprietaria di un saloon, troppo anziana per John ma che gli indica una ragazza alle sue dipendenze come quella che fa al caso suo.
Il patto è stabilito, e al ritorno è già tutto pronto perché John e Jeannie si sposino. John sta al gioco solo per togliersi di mezzo Will, ma quando vede che la ragazza porta con sé un bambino di sei anni, vorrebbe far saltare tutto. Lo strano matrimonio viene comunque celebrato. Gli amici di John, che dalla morte del padre non hanno fatto altro che truffarlo a carte per soffiargli tutto il bestiame, non vedono di buon occhio Lane e la nuova situazione. Lane avvisa John al riguardo, ma questi non ci crede finché non vede bruciare la nuova casa che sta costruendo e capisce che è stato il suo amico Jack. Una volta arrivato a casa sua per chiarire la questione, viene minacciato e ferito. Lane, al quale il ragazzo per la prima volta aveva chiesto aiuto, spara e uccide Jack.
La maturazione di John è compiuta: inizia a badare seriamente al ranch e ricostruisce la casa per la sua famiglia.